# بنك الرفاه
بنك الرفاه لتمويل المشاريع الصغيرة، هو أحد البنوك الإيرانية الكبرى. مقره في طهران، إيران، هو بنك تجاري تجزئة تملكه وتسيطر عليه منظمة الضمان الاجتماعي الإيرانية. يقدم بنك رفاه مجموعة كاملة من المنتجات والخدمات لأكثر من مليون عميل. عنوان جمعية الاتصالات المالية العالمية بين البنوك الخاص به هو ريفيرث.

## تاريخ

### بنك العمال
تأسس بنك رفح عام 1960 لتقديم الخدمات المصرفية الأساسية للعمال الإيرانيين. وشملت تلك الخدمات تحصيل أقساط التأمين ودفع الرواتب والمعاشات والرهون العقارية والقروض الشخصية. صنف بنك رفح على أنه بنك غير تجاري حتى تم تأميمه في عام 1979 بعد أقل من عام على الثورة الإسلامية. مع قانون التأميم الذي أقره المجلس الإسلامي الإيراني، تم نقل ملكية البنك إلى الحكومة. كما تم إعادة تصنيفها كبنك تجاري.

### ملكية
وفقًا للمادة 39 من الميزانية المالية الإيرانية لعام 1959، كان رأس المال الأولي لبنك رفاه 400.000.000 ريال إيراني (ما يزيد قليلاً عن 5.7 مليون دولار أمريكي) ممول بالكامل من قبل منظمة الضمان الاجتماعي الإيرانية. على الرغم من تأميم البنك في عام 1979، فقد أعيدت إدارته إلى منظمة الرعاية الاجتماعية (المعروفة الآن باسم وزارة الرفاه والشؤون الاجتماعية) في عام 1993. في مارس 2001، تم رفع رأس مال البنك إلى 1961 مليار ريال (حوالي 250 مليون دولار أمريكي) منها ما يقرب من 94% من قبل منظمة الضمان الاجتماعي الإيرانية. يمتلك البنك حاليًا شركة تابعة في بيلاروسيا، تُعرف باسم أونيربانك.

### العقوبات
في 6 سبتمبر 2013، قضت المحكمة الأوروبية العامة في لوكسمبورغ بإلغاء عقوبات الاتحاد الأوروبي المفروضة منذ عام 2010 ضد البنك على أساس دعم البرامج النووية والصاروخية الإيرانية، حيث فشل الاتحاد الأوروبي في شرح أسباب هذه العقوبات. اعتبارًا من عام 2016، كان تجميد الأصول في الاتحاد الأوروبي لا يزال ساريًا.

## الخدمات المصرفية الإسلامية
يجب على جميع البنوك في إيران اتباع المبادئ والممارسات المصرفية الموضحة في قانون البنوك الإسلامية في إيران الذي أقره المجلس الإسلامي الإيراني في عام 1983. وفقًا لهذا القانون، يمكن للبنوك فقط إجراء معاملات إسلامية خالية من الفوائد (تعتبر الفائدة ربا أو ربا، ويحرمها الإسلام وكتاب القرآن الكريم). هذه هي المعاملات التجارية التي تنطوي على تبادل السلع والخدمات مقابل حصة من "الربح" المفترض. يتم تنفيذ جميع هذه المعاملات من خلال العقود الإسلامية، مثل مزرعيبي, فروش أغساتي, جواني, السلف, غرزول حسن. ترد تفاصيل هذه العقود والممارسات ذات الصلة في القانون المصرفي الإيراني الخالي من الفوائد والمبادئ التوجيهية الخاصة به.
في يوليو 2007، أطلق البنك خدمة مصرفية جديدة تسمى "حساب إيداع العملات الذهبية". من خلال هذه الخدمة الجديدة، يمكن لعملاء بنك رفاه إيداع عملاتهم الذهبية في حساب إيداع خاص والحصول في المقابل على نقاط يمكنهم استبدالها مقابل قروض واعتمادات مستقبلية. وتميز إطلاق حساب الإيداع الفريد هذا، الذي حظي بدعاية كبيرة في وسائل الإعلام الإيرانية، بخطاب رئاسي ألقاه الرئيس الإيراني محمود أحمدي نجاد.
أعلن الرئيس التنفيذي للبنك بيمان نوري في مارس 2007 أن البنك الذي يتعامل معه قد خول من قبل البنك المركزي الإيراني لإصدار بطاقات ائتمان دولية.

## الأرقام المالية
اعتبارًا من 2005 ويوليو 2010 ($1 الي تقريبا 10,400):
- إجمالي الأصول = 41.453 مليار ريال
- الرسملة = 895 مليار ريال
- إجمالي الدخل = 1،614 مليار ريال
- إجمالي القروض = 29.441 مليار ريال
- إجمالي الودائع (قصيرة وطويلة الأجل) = 25.719 مليار ريال
- عدد الأفرع = 1128
- عدد العاملين = 9570
- حصة السوق = 6.8% من إجمالي الودائع و5% من إجمالي القروض

## المباني الهامة
- مبنى شارع ولي عصر — 2584 شارع ولي عصر، طهران
- مبنى برديس — 40 شيراز شوملي، طهران

## تلقى الدفع الرئيس التنفيذي المثير للجدل
في يونيو 2016، أدى البيان الإخباري عن أرباح البنك (علي صدقي) الذي نشره موقع إخباري حول حقوق ومزايا الإداريين إلى جدل ونقاش متكرر.

## تكنولوجيا المعلومات
أنشأ بنك رفاه أول قسم لمعالجة البيانات في أوائل السبعينيات. تم تجهيز قسم معالجة البيانات بجهاز كمبيوتر آي بي إم 370 حاسوب مركزي صغير، والذي كان يستخدم بشكل أساسي في المعالجة المجمعة لحسابات الودائع والرهن العقاري. تم حل قسم تكنولوجيا المعلومات في البنك في وقت لاحق في عام 1976 وتم نقل موظفيه إلى قسم تكنولوجيا المعلومات في منظمة الضمان الاجتماعي الإيرانية (ISSO). في ذلك الوقت، كانت أنظمة البيانات الإلكترونية (EDS) تطور تطبيقًا للضمان الاجتماعي لـ (ISSO) وكانت تدير أيضًا مركز بيانات (ISSO). بعد الثورة الإيرانية عام 1978، تم إنهاء الاتفاقية مع (ISSO) (EDS). توقف بنك رفاه عن استخدام مركز بيانات (ISSO) وعاد إلى المعالجة اليدوية. صدرت تعليمات لجميع وحدات الأعمال وفروع البنوك بإعداد دفاتر الأستاذ والحسابات الورقية.
بعد بضع سنوات في عام 1988، اشترى الرئيس التنفيذي للبنك، محمد حسين كاظمي نعمين، أول جهاز كمبيوتر شخصي للبنك. ثم قام بتعيين مجموعة من المتخصصين في تكنولوجيا المعلومات وأعاد تأسيس قسم معالجة البيانات. بعد عام، قام باستثمار كبير واشترى كمبيوتر آي بي إم 4381 حاسوب مركزي من المملكة المتحدة. ومنذ ذلك الحين، قام قسم تكنولوجيا المعلومات بالبنك بشراء وتطوير وتنفيذ العديد من أجهزة الكمبيوتر الصغيرة والكبيرة وحزم البرمجيات. ومع ذلك، على الرغم من الجهود المبذولة، فإن البنية التحتية لأنظمة تكنولوجيا المعلومات الخاصة بها متأخرة جدًا عن البنوك الغربية والإقليمية الحديثة. ساهم الافتقار إلى موارد تكنولوجيا المعلومات الماهرة، وعدم توفر خطوط بيانات عالية السرعة، والاستثمار غير الكافي، وقيادة تكنولوجيا المعلومات السيئة والعقوبات الأجنبية في بطء التقدم في معالجة البيانات في البنوك الإيرانية، ولم يكن بنك رفاه استثناءً.
في ربيع عام 2007، افتتح بنك رفاه أول فرع له بدون طيار في طهران مع اثنين من أجهزة الصراف الآلي وأربعة أكشاك للمعلومات. يقع فرع البنك هذا في غالوبانداك بالقرب من البازار الكبير في طهران.
قام بنك رفاه بتركيب أكثر من 500 جهاز صراف آلي (ATM) عبر فروعه في طهران ومدن أخرى. شبكة أجهزة الصراف الآلي متصلة بشبكة شتاب الإيرانية مما يسمح للعملاء بسحب النقود من أي جهاز صراف آلي في البلاد.

## روابط خارجية
- الموقع الرسمي لبنك رفح نسخة محفوظة 2 مايو 2012 على موقع واي باك مشين. باللغة الفارسية
- المعرفة جالوت على موقع ويب الطلب
- مصرفي
- ArchNet نسخة محفوظة 15 مايو 2006 على موقع واي باك مشين.
- مشروع التاريخ الشفوي الإيراني، جامعة هارفارد
- موقع وزارة الرفاه والشؤون الاجتماعية الإيرانية على شبكة الإنترنت نسخة محفوظة 3 يناير 2007 على موقع واي باك مشين.